# Scoglio Ferale
Der Scoglio Ferale (auch Ferrale) ist eine kleine Felseninsel, die sich rund 170 Meter vor der Riviera di Levante aus dem Ligurischen Meer erhebt. Er liegt westlich der frazione Campiglia Tramonti der Provinzhauptstadt La Spezia. Auf der Spitze des pyramidenförmigen Felsens befindet sich ein großes Marmorkreuz, das an der Stelle eines älteren Kreuzes aus Eisen errichtet wurde, das auch namensgebend für die Insel sein soll (ital. ferro ‚Eisen‘). Die Insel ist der einzige erhaltene einer Reihe von Felsen, die zur Aufschüttung der Trasse der Bahnstrecke Pisa–La Spezia–Genua durch die Cinque Terre abgetragen wurden.
Das Gebiet um die Insel gilt als geeignetes Tauchgebiet für Anfänger.